# الطباعة الملساء غير المباشرة
الطباعة الملساء غير المباشرة (طباعة الأوفست) هي تقنية طباعة شائعة الاستخدام، ويجري فيها نقل الصورة المحبرة (أو «تحويلها») من اللوح إلى صفيحة الطباعة، ثم إلى سطح الطباعة. وعند استخدامها بالاقتران مع عملية الطباعة الحجرية، التي تعتمد على تنافر الزيت والماء، فإن تقنية الأوفست تستخدم حاملة صور مسطحة (الطباعة المستوية). تُنقل أسطوانات الحبر إلى مساحات الصور الخاصة بحامل الصورة، بينما تقوم أسطوانة الماء بتطبيق فيلم له أساس مائي على المساحات غير الموجودة في الصورة.
تدعم تقنية «الويب» الحديثة بكرة كبيرة من الورق عبر آلة طباعة كبيرة لها عدة أجزاء تمتلك القدرة على الطبع باستمرار في أثناء تمرير الورق.
تطورت آلة طباعة الأوفست على نسختين: في عام 1875 طورها روبرت باركلي من إنجلترا للطباعة على الصفيح، وفي عام 1904 طورها إيرا واشنطن روبل من الولايات المتحدة للطباعة على الورق.

## التاريخ
في البداية ظهرت الطباعة الحجرية لتكون وسيلة غير مكلفة لإعادة نسخ الأعمال الفنية. واقتصرت هذه العملية على استخدام الأسطح المستوية السامية؛ لأن ألواح الطباعة كانت تصنع من الحجر الجيري. في الواقع، تاريخيًا يُقصد بكلمة «الطباعة الحجرية - lithograph» «صورة من الحجر» أو «مطبوعة من الحجر». مثلما كانت علب الصفيح مواد تغليف شائعة في القرن التاسع عشر، لكن تقنيات النقل كانت مطلوبة قبل أن تستخدم عملية الطباعة الحجرية للطباعة على الصفيح.
صنع روبرت باركلي أول آلة طباعة حجرية أوفست دوارة في إنجلترا وحصلت على براءة اختراع في عام 1875. وقد جمع هذا التطور بين تقنيتي طباعة النقل في منتصف القرن التاسع عشر وآلة الطباعة الدوارة لريتشارد مارش هوي عام 1843، وهي آلة تستخدم أسطوانة معدنية بدلًا من الحجر المسطح. وقد غُلفت أسطوانة الأوفست بالورق المقوى المعالج بشكل خاص لنقل الصورة المطبوعة من الحجر إلى سطح المعدن. وفي وقت لاحق، غُير غلاف الورق المقوى لأسطوانة الأوفست ليصبح من المطاط، الذي ما يزال المادة الأكثر استخدامًا.
مع نهاية القرن التاسع عشر أصبح التصوير الفوتوغرافي أكثر انتشارًا، وتوقفت العديد من شركات الطباعة الحجرية عن العمل. أصبح الحفر الفوتوغرافي -وهي عملية تستخدم تكنولوجيا الطباعة النصفية «بالنقط» بدلاً من الرسم- السمة الجمالية الأساسية لذلك العصر. استخدمت العديد من الطابعات -بما فيها آلة طباعة إيرا واشنطن روبل من نيوجيرسي- عملية الطباعة الحجرية منخفضة التكلفة لإنتاج نسخ من الصور الفوتوغرافية والكتب. وقد اكتشف روبل في عام 1901 -بنسيان إدراج ورقة- أن الطباعة من الأسطوانة المطاطية بدلاً من المعدن جعلت الصفحة المطبوعة أوضح وأدق. وبعد إضافة المزيد من التحسينات، أنتجت شركة بوتر بريس للطباعة في نيويورك آلة طباعة في عام 1903. وبحلول عام 1907 كانت آلة طباعة روبل الأوفست قيد الاستخدام في سان فرانسيسكو.
صنعت شركة هاريس أتوماتيك بريس آلة طباعة مشابهة في نفس الوقت تقريبًا. وعدّل تشارلز وألبرت هاريس آلة الطباعة الخاصة بهما على نموذج «آلة طباعة الحروف الدوارة».
اخترع ناشر الصحف ستالي تي. ماكبراير آلة طباعة الأوفست على الويب من أجل طباعة الصحف، التي كشف عنها عام 1954 في فورت وورث، تكساس.

## مراحل الطباعة بالأوفست
تشتمل عمليات الطباعة التجارية بطريقة الأوفست على خطوات متتابعة هي:

### إعداد النص
وهي تجميع النص Assemblage وإعداد التصميم أو النموذج الطباعي (الإخراج) Layout، ويتم ذلك بعد اختيار القطع المناسب ونوع الحرف ثم تنضيد النص بالشكل المطلوب بالأحرف المطبعية يدوياً Hand Setting of Type أو بمكنة التنضيد السطري (اللينوتيب) Linotype، أو على مكنات التنضيد الكهرضوئي Phototype Composition Machine. وقد يتحكم الحاسوب في مثل هذه المكنات. أما إذا كان النص مطبوعاً أصلاًً فيصور بالقطع المطلوب.

### إعداد الرسوم والصور
تعد جميع الرسوم التي يتضمنها النص، ومنها الصور، لتصلح للنقل بأسلوب فن الحفر Graving، فتصور للحصول على شفافةٍ لها نصَفَ تُظْهِر دقائقها وظلالها ونسقها اللوني. وذلك باستعمال شاشة ضوئية شبكية تجزئ الصورة إلى صفوف من النقاط الدقيقة طولاً وعرضاً.
وثمة تقنية أخرى تدعى الطباعة الغَرَوانية Collotype أو الجيلاتينية Photo Gelatin Print. وفيها تميز كثافة ألوان الخيال بين الفاتح جداً والداكن جداً بضبط كمية الحبر الذي يغطي أجزاء الصورة، فتظهِر الفروقَ بين القيمة اللونية وقوة اللون عن طريق التدرج اللوني لاعن طريق الألوان النَصَف، وهي تستخدم في نسخ الأعمال الفنية الدقيقة المتقنة.

### التعرية أو التجريد (Stripping)
ويقصد بها جمع شفّافات النص ورسومه بلصقها على طبق من ورق خاص (نموذج طباعي) بالترتيب المطلوب ثم تعرى بقص أجزاء الطبق خلف الشفافات مما يسمح بمرور الضوء. وأخيراً يطبق النموذج والشفافات الملصقة عليه على لوح الطباعة المحسس لطبع الخيال عليه.

### فرز الألوان (Color Separation)
وفيه تلتقط صور للأصل الملون من خلال سلسلة من المصافي الضوئية اللونية فيحصل على شفّافات متصلة القيمة اللونية  Continuous Transparency لكل من الألوان الأساس وهي الأحمر Magenta) red) والأزرقCyan) blue) والأصفر Yellow، وهي تنتج مجموعة الألوان الأخرى عند تراكبها بكثافات مختلفة، كذلك تحضر شفّافة للون الأسود، ثم تعرض الشفافات الأربع من خلال شبكة ضوئية للحصول على ألوان نَصَف مفروزة، وتطبق شفافات كل لون على نموذج طباعي وتعرى لطبعها على لوح طباعة لكل لون. ويستعان في الوقت الحاضر بجهاز مسح الألوان الإلكتروني Electronic Color Scanner في فرز الألوان.

### نقل الخيال على لوح الطباعة
وفيه يطبق النموذج الطباعي المعد على لوح الطباعة في حاضن مفرغ من الهواء لتحقيق التماس التام بينهما، ثم يُعرَّض الاثنان معا لضوء غني بالأشعة فوق البنفسجية يتخلل الشفّافة إلى سطح اللوح الحساس بالضوء، فينطبع الخيال عليه.

### الطبع
تستعمل مطابع الطروس (القراطيس) لطبع كمٍّ محدود لا يزيد عدد الكبسات فيه على مئة ألف كبسة، والكبسة مرور الورقة مرة واحدة بين أسطوانتي المطبعة، وقد تضم مكنة الطبع وحدة طبع واحدة أو أكثر، حتى ست وحدات. أما الحبر المستعمل فمركب لدائني لزج أساسه مركّبات الألكيل وزيت الكتان Linseed Alkyd Ink يجف بتبخير المذيب وتأكسد المادة اللدنة. ويستغرق حبر الطبعة الواحدة من 4 ساعات إلى 24 ساعة كي يجف.
أما مكنات الطبع ذات اللفيفة فهي مكنات متتامة عادة تطبع وجهي ورق الملف في آن واحد وتضم وحدة طبع واحدة حتى ست وحدات يخرج منها شريط الورق إلى طاوية Folder تقطعه طروساً وتنضدها بعضها فوق بعض أو تطويها. وتستعمل معظم مكنات الطبع من هذا النوع أحباراً حرارية Hot-Set Ink تجف بمرور شريط الورق في مجفف بالهواء الساخن Gasdryer في نهاية شوط الطبع، أو تستعمل حبراً سريع الجفاف بتماسه مع الهواء وورقاً جيد الامتصاص للحبر.

## طريقة طباعة الأوفست
يتم تجهيز ألواح طباعة الأوفست من خلال عمليّة تسمى بالطباعة الضوئيّة من سطح الطباعة والتصميم النهائي، وتوضع النسخ السالبة لهما على لوح معدني يتّسم بحساسيته للضوء في عمليّّة تسمّى بالتفريغ الهوائي، وتعرض لإضاءة قوية من خلال مصابيح، وتتأثّر بذلك الرسومات المرسومة باعتبارها الأكثر تعرضاً للضوء، وهذا يزيد من صلابتها، وتطلى باللَّك مما يزيد صلابتها واللَّك هو طلاء يستخدم لتغطية المعادن، ويتم إزالة ما تبقى من الطلاء بواسطة الماء، وهذا سيؤدي إلى ظهور فراغات في مناطق من الرسومات، فكان يستعمل الصمغ لسدّ هذه الفراغات، وبذلك تزداد نسبة الأجزاء المطليّة باللَّك بميلها للطباعة. يعتبر نظام الوحدات المستقلة نظاماً لأغلب مطابع الأوفست، فنمها يقوم بطباعة لوناً واحداً كالأسود أو الأزرق أو أي لون آخر بشكلٍ مستقل، وبعضها يقوم بطباعة لونين أو أكثر، ويوجد بعض مطابع الأوفست الكاملة التي تقوم بطباعة وجهي الورقة في وقت واحد وذلك باستخدام أنظمة الورق جاهز القطع، أي أنها تعتمد على طباعة أسطوانات المطاط من خلال الضغط المتبادل، وعندها تقوم كل أسطوانة بنقل الرسومات التي تحوي عليها إلى وجهي الورقة.